# Aurelio García Oliver
Aurelio García Oliver (Madrid, 7 de marzo de 1947) es un esquiador español retirado, especialista en la modalidad de esquí alpino.

## Trayectoria
Con 20 años, fue el abanderado olímpico de la delegación española en los Juegos Olímpicos de Invierno de 1968, celebrados en la ciudad francesa de Grenoble. Participó en las pruebas de Descenso, donde obtuvo un 32.º puesto, Gran Eslalon, acabando en 42ª posición, y Eslalon.
También compitió en los eventos de Gran Eslalon y Eslalon de los Juegos Olímpicos de Sapporo 1972, finalizando en vigesimoquinta y duodécima posición, respectivamente.